# Reformismo
O reformismo é uma doutrina política segundo a qual a transformação da sociedade, com vistas a aperfeiçoar todos os seus aspectos, pode efetuar-se por meio de reformas gradativas no quadro das instituições existentes, sem a necessidade de mudanças bruscas ou métodos revolucionários. É associado ao conceito de colaboração de classes e socialismo democrático, visando adaptar o capitalismo aos momentos históricos, desconsiderando ideais marxistas como luta de classes, revolução socialista e ditadura do proletariado.
A partir do final da Segunda Guerra Mundial, referiu-se a movimentos de esquerda que tinham em vista a transformação da sociedade e da economia mediante a introdução de reformas graduais e sucessivas na legislação e nas instituições já existentes a fim de torná-las mais justas ou igualitárias, distinguindo-se dos movimentos mais radicais e revolucionários, enquanto reformismo progressista ou social-democrata.
Na atualidade, em países como Portugal ou França, é usual as palavras "reformismo", "reformista" e "reformas" serem utilizadas com a conotação oposta da original, frequentemente à direita para advogar propostas de liberalização da economia do país.
Nos países subdesenvolvidos, em particular na segunda metade do século XX, muitas críticas foram feitas à ideologia neo-malthusiana que via o excesso populacional como o problema destes mesmos países. Com base nessas críticas, teóricos elaboraram a teoria reformista, defendendo que os problemas sociais não eram resultado do crescimento populacional mas sim da desigualdade e da falta de acesso da grande parte dessa população às riquezas produzidas.
Embora, na política do passado, ideias reformistas tenham estado enraizadas em princípios socialistas (especificamente, social-democratas) e, na religião, tenham descrito versões mais modernas ou menos dogmáticas de determinada fé ou crença, o reformismo hoje representa apenas alguma alteração ao status quo. De modo geral, descreve mudanças em qualquer direção propostas na política, na economia ou na cultura de uma sociedade, podendo depender de transformações individuais ou invenções com impacto coletivo, tais como a roda de fiar e a economia da aldeia auto-sustentável.

## Teorias reformistas

### Teoria populacional reformista
Na segunda metade do século XX, muitas críticas foram feitas à ideologia defendida pelos teóricos neo-malthusianos. Com bases nessas críticas, teóricos de países subdesenvolvidos elaboraram a teoria reformista que afirma que os problemas sociais não são o resultado do crescimento populacional, mas sim da falta de acesso da grande parte da população às riquezas produzidas.
Essa teoria, ao contrário da neomalthusiana, afirma que a superpopulação é consequência e não causa do subdesenvolvimento.
Em países desenvolvidos, onde há melhor qualidade de vida, ocorre maior controle de natalidade. Em países subdesenvolvidos onde não há grandes investimentos em educação, as pessoas acabam não tendo consciência das determinações econômicas e não se preocupam em gerar menos filhos. Devido a isso, os reformistas propõem reformas nos investimentos, para que haja equilíbrio da educação nesses países.

## Movimentos reformistas

### Movimento reformista Radicalista
O movimento radical foi um movimento reformista no Reino Unido no final do século XVIII e início do século XX. Ele fez campanhas para a reforma eleitoral, a reforma das Leis dos Pobres, o  livre comércio, a reforma educacional, reforma postal, reforma do sistema prisional, e saneamento básico. Originalmente este movimento deveria substituir o exclusivo poder político da aristocracia com um sistema mais democrático dando mais representatividade as áreas urbanas e as  classes  média e  trabalhadora.
Após as ideias do Iluminismo, os reformadores olharam para o revolução científica e  progresso industrial para resolver os  problemas sociais que surgiram com a Revolução Industrial. 
Finalmente, em 1859, este movimento de reforma levou à formação do Partido Liberal.
O maior sucesso dos reformadores foi na Inglaterra a Lei da Reforma de 1832, o que proporcionou à crescente classes médias mais poder político em áreas urbanas, diminuindo ao mesmo tempo a representação de áreas da Inglaterra não perturbadas pela Revolução Industrial. Apesar da determinada resistência da Câmara dos Lordes a lei foi aprovada dando mais poder parlamentar para os liberais.

### Movimento cartista
O  movimento cartista procurou implementar o sufrágio universal. Um historiador do movimento cartista observou que "O movimento cartista era essencialmente um movimento econômico com um programa puramente político". A ideia do sufrágio universal masculino, uma meta inicial do movimento cartista, era incluir todos os homens como  eleitores, independentemente da sua posição social. Isto mais tarde evoluiu para uma campanha pelo sufrágio universal. Este movimento procurou redesenhar os distritos parlamentares dentro de Grã-Bretanha e criar um sistema de salário para os eleitos para que os trabalhadores poderiam ter recursos para representar seus eleitores, sem um fardo para suas famílias.

### Movimento pelo sufrágio feminino

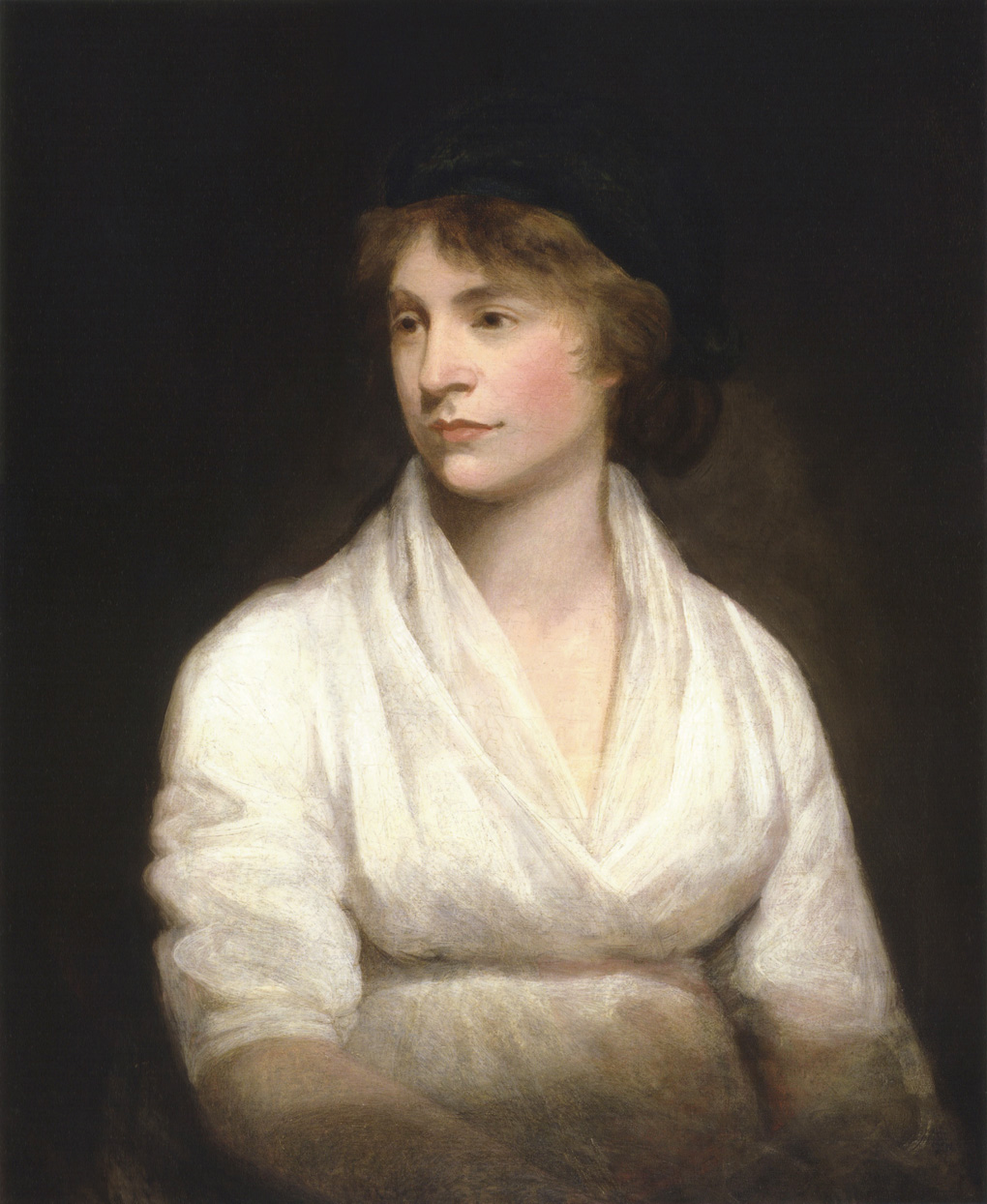
Mary Wollstonecraft

Muitos consideram o livro "Defesa dos Direitos da Mulher" (1792), de Mary Wollstonecraft, como a origem da longa campanha dos reformadores para inclusão feminista e do movimento do sufrágio feminino. Harriet Taylor foi uma influência significativa nos trabalhos e ideias de John Stuart Mill, reforçando a defesa de Mill dos direitos da mulher. Seu ensaio "Emancipação da Mulher" apareceu no Westminster Review em 1851, em resposta a um discurso de Lucy Stone dado na primeira Convenção Nacional de Direitos da Mulher, em Worcester, em Massachusetts, em 1850. Mill cita a influência de Taylor em sua revisão final da obra On Liberty, de 1859, que foi publicado logo após sua morte.

### Movimento Reformista islâmico de Mustafa Kemal
Os conceitos de reforma social haviam sido desenvolvidos por Mustafa Kemal desde cedo, como fica evidente por seus diários pessoais. Juntamente com seus assessores ele discutia constantemente medidas como a abolição do hijab e outras formas de véus utilizados tradicionalmente pelas mulheres islâmicas, bem como a integração das mulheres na vida social turca.
Mustafa Kemal precisava de um Código civil para dar seu segundo grande passo em direção à liberdade para as mulheres; o primeiro havia sido assegurar a educação para elas, que fora estabelecida como parte da unificação da educação promovida por ele. Em 4 de outubro de 1926, o novo código civil turco foi aprovado, modelado a partir do código civil suíço. Kemal não considerava o sexo um fator na organização social; de acordo com seu ponto de vista, a sociedade marchava rumo a sua meta com todos os seus homens e mulheres juntos, e que seria cientificamente impossível para ele conseguir atingir o progresso e tornar o país civilizado se a separação dos sexos continuasse como nos tempos otomanos.
Em 1927, o Museu Estatal de Arte e Escultura de Ancara (em turco: Ankara Resim ve Heykel Müzesi) abriu suas portas; o museu, como tantas outras instituições que contaram com o incentivo de Kemal, procurou adquirir coleções importantes que servissem como inspiração e fonte de conhecimento para a sociedade. Costumava dizer que a Cultura é a fundação da República Turca.

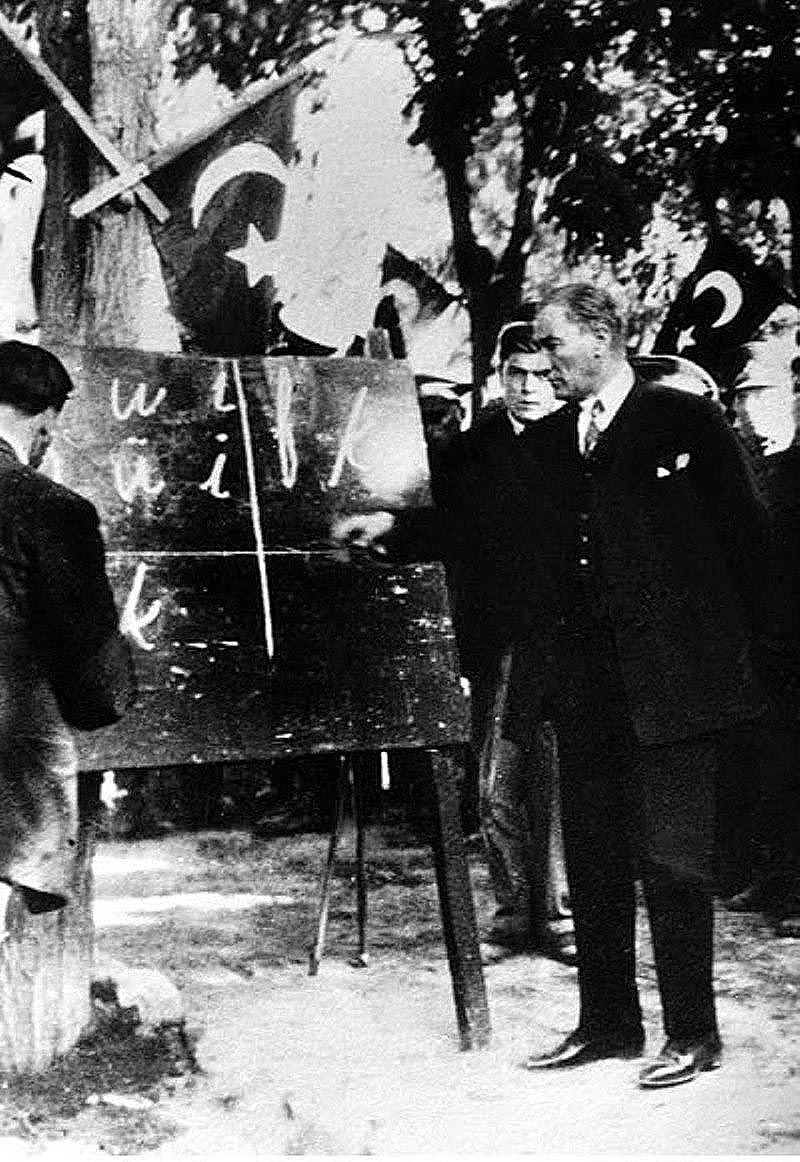
Edição de 1928 do jornal francês L'Illustration, mostrando Atatürk introduzindo o novo alfabeto turco às pessoas de Sinope

Em 24 de maio de 1928, o alfabeto turco, uma variante do alfabeto latino, foi implementado, substituindo o alfabeto árabe, como parte da solução de Mustafa Kemal para o problema da alfabetização. O pedagogo americano John Dewey, contratado por Kemal para assessorar no processo de reforma educacional, relatou que aprender a ler e escrever em turco utilizando-se do alfabeto árabe levava três anos nos níveis mais elementares, frequentemente utilizando-se de métodos bastante cansativos para os alunos. Os cidadãos alfabetizados compunham menos de 10% da população da época, que se utilizavam do turco otomano, no alfabeto árabe e com vocabulário de origem árabe e persa. A criação do alfabeto turco a partir do latino foi realizada pela Comissão da Língua (em turco: Dil Encümeni), sob iniciativa de Atatürk e sob a tutelagem de um calígrafo armênio-otomano.
Em 1931, após participar de trabalhos de pesquisa sobre o idioma turco, Mustafa Kemal determinou o estabelecimento da Associação da Língua Turca (Türk Dil Kurumu); ao avanço institucional da língua turca seguiu-se o da história da Turquia, e no ano seguinte foi fundada a Sociedade Histórica Turca (Türk Tarih Kurumu). Mustafa Kemal ainda apelou publicamente aos setores privados e à sociedade em geral para participarem deste esforço em prol da educação.
Em 1933, Mustafa Kemal Atatürk ordenou a reestruturação da Universidade de Istambul, que a transformou numa instituição moderna, e estabeleceu logo a seguir a Universidade de Ancara, na capital, para se assegurar do zelo e proteção dos princípios que ele via como expressões de uma sociedade moderna, como a Ciência e o Iluminismo.
Kemal se envolveu pessoalmente com a tradução da terminologia científica; ele desejava uma reforma linguística fundamentada numa base metodológica.
Em 1932, a primeira tradução para o turco do Corão foi lida publicamente. Mustafa Kemal comissionou uma tradução do Corão para o turco do tafsir Elmalılı Hamdi Yazır. Sua meta mais alta, no campo religioso, era esta tradução do Corão para o idioma nacional; Atatürk queria "ensinar religião em turco para o povo turco, que vinha praticando o Islã sem o compreender por séculos a fio". A intensidade da oposição à tradução na Turquia pode ser constatada com o fato de que, em 1936, o texto sagrado do islamismo já havia sido vertido para outras 102 línguas.